# Moseryggen
Der Moseryggen (norwegisch für Moosgrat) ist ein breiter Gebirgskamm im Südwesten der subantarktischen Bouvetinsel im Südatlantik. An der Vogt-Küste erstreckt er sich an der Westflanke des Christensen-Gletschers.
Wissenschaftler des Norwegischen Polarinstituts benannten ihn 1980.